# Accord Tittoni-Venizélos
L'accord Tittoni-Vénizelos est un accord secret non contraignant conclu entre le Premier ministre grec, Elefthérios Venizélos, et le ministre italien des Affaires étrangères, Tommaso Tittoni, en juillet 1919, lors de la Conférence de paix de Paris.

## Contenu
L'accord visait à réconcilier les aspirations territoriales des deux pays.
- La Grèce s'engageait à soutenir les revendications italiennes sur Vlora et l'établissement d'un protectorat italien sur l'Albanie[1]. En Asie Mineure, la Grèce soutiendrait les revendications italiennes sur les sandjaks d'Aydın et de Menteşe, qui au moment de l'accord n'avaient pas encore été conquis par l'armée grecque. Une ligne de démarcation entre les zones d'influence grecque et italienne fut tracée dans la vallée du Méandre. La Grèce assurerait également à l'Italie une zone franche dans le port de Smyrne (alors sous occupation grecque).
- L'Italie s'engageait quant à elle à soutenir les revendications territoriales grecques sur l'Épire du Nord et à transférer le Dodécanèse à la Grèce, à l'exception de l'île de Rhodes. Cette dernière île resterait sous domination italienne jusqu'à ce que Chypre soit cédée à la Grèce par le Royaume-Uni. Un référendum serait alors tenu sur le sujet du rattachement à la Grèce.

## Postérité
En janvier 1920, Venizélos révéla l'accord au Conseil suprême de Guerre. La position de l'Italie changea en juillet 1920, lorsque le nouveau ministre italien des Affaires étrangères, Carlo Sforza, mit fin à l'accord par une note secrète au gouvernement grec. La révocation formelle eut lieu en août 1922.

## Sources
1. ↑  H. James Burgwyn, Italian foreign policy in the interwar period : 1918 - 1940, Westport, Conn. [u.a.], 1. publ., 1997, 15 p. (ISBN 978-0-275-94877-1, lire en ligne)